# Puchar Pięciu Narodów 1913
Puchar Pięciu Narodów 1913 – czwarta edycja Pucharu Pięciu Narodów, corocznego turnieju w rugby union rozgrywanego pomiędzy pięcioma najlepszymi zespołami narodowymi półkuli północnej, która odbyła się pomiędzy 1 stycznia a 24 marca 1913 roku. Wliczając turnieje w poprzedniej formie, od czasów Home Nations Championship, była to trzydziesta pierwsza edycja tych zawodów. W turnieju zwyciężyła Anglia, która pokonała wszystkich rywali i tym samym zdobyła Triple Crown oraz Wielkiego Szlema.
Zgodnie z ówczesnymi zasadami punktowania dropgol był warty cztery punkty, podwyższenie dwa, natomiast przyłożenie i pozostałe kopy trzy punkty.

## Mecze
| 1 stycznia 1913 | Francja       | 3:21(3:8) | Szkocja                                     | Parc des Princes, Paryż Widzów: 25 000 Sędzia: James Baxter |
| 1 stycznia 1913 | Sebedio 3 (P) | 3:21(3:8) | Gordon 6 (2P) Stewart 9 (3P) Turner 6 (3pd) | Parc des Princes, Paryż Widzów: 25 000 Sędzia: James Baxter |

| 18 stycznia 1913 | Walia                                                             | 0:12 | Anglia | Cardiff Arms Park, Cardiff Widzów: 20 000 Sędzia: Sam Crawford |
| 18 stycznia 1913 | Coates 3 (P) Pillman 3 (P) Greenwood 2 (pd) Poulton-Palmer 4 (dg) | 0:12 |        | Cardiff Arms Park, Cardiff Widzów: 20 000 Sędzia: Sam Crawford |

| 25 stycznia 1913 | Anglia                                                             | 20:0(6:0) | Francja | Twickenham Stadium, Londyn Widzów: 30 000 Sędzia: J. Games |
| 25 stycznia 1913 | Coates 9 (3P) Pillman 6 (2P) Poulton-Palmer 3 (P) Greenwood 2 (pd) | 20:0(6:0) |         | Twickenham Stadium, Londyn Widzów: 30 000 Sędzia: J. Games |

| 1 lutego 1913 | Szkocja                     | 0:8(0:3) | Walia | Inverleith, Edynburg Sędzia: Sam Crawford |
| 1 lutego 1913 | Jones 3 (P) Lewis 5 (P, pd) | 0:8(0:3) |       | Inverleith, Edynburg Sędzia: Sam Crawford |

| 8 lutego 1913 | Irlandia     | 4:15(0:9) | Anglia                                                   | Lansdowne Road, Dublin Widzów: 15 000 Sędzia: James Greenlees |
| 8 lutego 1913 | Lloyd 4 (dg) | 4:15(0:9) | Coates 6 (2P) Pillman 3 (P) Ritson 3 (P) Greenwood 3 (K) | Lansdowne Road, Dublin Widzów: 15 000 Sędzia: James Greenlees |

| 22 lutego 1913 | Szkocja                                                             | 29:14(18:5) | Irlandia                                    | Inverleith, Edynburg Sędzia: James Baxter |
| 22 lutego 1913 | Bowie 3 (P) Purves 3 (P) Stewart 12 (4P) Usher 3 (P) Turner 8 (4pd) | 29:14(18:5) | Schute 3 (P) Stokes 3 (P) Lloyd 8 (2pd, dg) | Inverleith, Edynburg Sędzia: James Baxter |

| 27 lutego 1913 | Francja                                     | 8:11(0:3) | Walia                                       | Parc des Princes, Paryż Widzów: 20 000 Sędzia: John Miles |
| 27 lutego 1913 | André 3 (P) Failliot 3 (P) Struxiano 2 (pd) | 8:11(0:3) | Davies 3 (P) Lewis 5 (P, pd) Williams 3 (P) | Parc des Princes, Paryż Widzów: 20 000 Sędzia: John Miles |

| 8 marca 1913 | Walia                                        | 16:13(8:8) | Irlandia                                   | St. Helens Ground, Swansea Sędzia: J. Cunningham |
| 8 marca 1913 | Jones 3 (P) Lewis 6 (2P) Bancroft 7 (2pd, K) | 16:13(8:8) | Quinn 3 (P) Stewart 3 (P) Lloyd 7 (2pd, K) | St. Helens Ground, Swansea Sędzia: J. Cunningham |

| 15 marca 1913 | Anglia      | 3:0(3:0) | Szkocja | Twickenham Stadium, Londyn Widzów: 25 000 Sędzia: T. Schofield |
| 15 marca 1913 | Brown 3 (P) | 3:0(3:0) |         | Twickenham Stadium, Londyn Widzów: 25 000 Sędzia: T. Schofield |

| 24 marca 1913 | Irlandia                                                  | 24:0(8:0) | Francja | Mardyke, Cork Widzów: 6000 Sędzia: John Miles |
| 24 marca 1913 | Patterson 3 (P) Quinn 9 (3P) Tyrrell 6 (2P) Lloyd 6 (3pd) | 24:0(8:0) |         | Mardyke, Cork Widzów: 6000 Sędzia: John Miles |

## Inne nagrody
- Wielki Szlem –  Anglia (po pokonaniu wszystkich rywali)
- Triple Crown –  Anglia (po pokonaniu wszystkich rywali z Wysp Brytyjskich)
- Calcutta Cup –  Anglia (po zwycięstwie nad Szkocją)
- Drewniana łyżka –  Francja (za zajęcie ostatniego miejsca w turnieju)